# Louhi

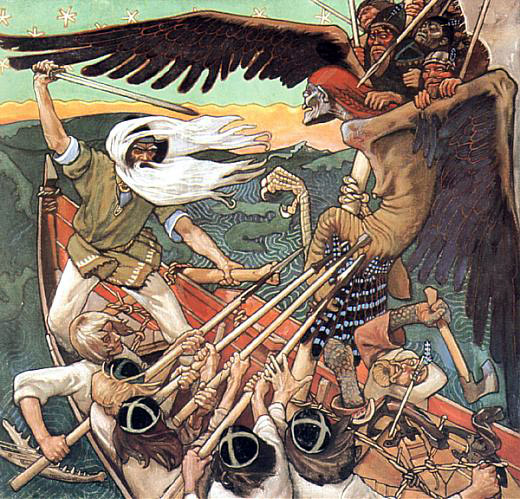
Louhi protegge il Sampo raffigurato come ruota gigante (Akseli Gallen-Kallela, "La difesa del Sampo")

Louhi è secondo la mitologia finlandese la regina della terra settentrionale di Pohjola. Promette agli uomini le sue figlie stupende in cambio di prove quasi impossibili. Uccide tutti coloro che terminano con successo le sue prove.
Louhi è in grado di trasformarsi in una ruota gigante e di rinchiudere in una grotta il sole e la luna.
Väinämöinen, Ilmarinen e Lemminkäinen vollero rubare a Louhi il Sampo. Louhi si tramutò in una ruota gigante per proteggere il sampo, ma così facendo lo distrusse.

## Influenza culturale
A Louhi è intitolata la Louhi Planitia su Venere.